# Edward Koźluk
Edward Koźluk – polski kardiolog, doktor habilitowany nauk medycznych, adiunkt na Warszawskim Uniwersytecie Medycznym.

## Życiorys
Studia medyczne ukończył na Akademii Medycznej w Warszawie w 1993. Stopień doktorski otrzymał w 1998 w Instytucie Kardiologii im. Prymasa Tysiąclecia Stefana Kardynała Wyszyńskiego, pisząc pracę pt. Wskaźniki skutecznej ablacji u chorych z nawrotnym częstoskurczem węzłowym przygotowanej pod kierunkiem Franciszka Walczaka. Habilitował się w 2019 na podstawie oceny dorobku naukowego i cyklu publikacji pt. Opracowanie technik zmniejszających obciążenie radiologiczne podczas zabiegów przezskórnej ablacji podłoża zaburzeń rytmu serca.
Po ukończeniu stażu podyplomowego w 1994 rozpoczął pracę w Pracowni Elektrofizjologii Instytucie Kardiologii w Warszawie, natomiast w 2003 zatrudniony został w I Katedrze i Klinice Kardiologii Warszawskiego Uniwersytetu Medycznego. Objął tam funkcję Kierownika Zespołu Ablacyjnego. W pracy klinicznej i badawczej skupił się na zagadnieniach związanych z leczeniem zaburzeń rytmu serca z wykorzystaniem zabiegów ablacji.
Publikował prace w czasopismach, takich jak „Journal of cardiovascular electrophysiology”, „Medical and Biological Engineering and Computing” oraz „Kardiologia Polska”. Współorganizował także szereg konferencji naukowych. Został członkiem Polskiego i Europejskiego Towarzystwa Kardiologicznego oraz Polskiego Towarzystwa Zastosowań Elektromagnetyzmu.